# Licynia
Licynia – żeńska wersja łacińskiego imienia Licyniusz. Najbardziej znaną kobietą o tym imieniu była Licynia Eudoksja, córka cesarza wschodniorzymskiego Teodozjusza II i żona cesarza rzymskiego Walentyniana III. 
Licynia imieniny obchodzi 7 sierpnia. 